# Megapluma
El término pluma (en inglés, plume) es de uso común en Física, y sobre todo en el estudio de fluidos geofísicos, para describir la presencia de una masa distinguida y localizada en el seno de un fluido (gas o líquido), y cuya densidad es inferior a la de su entorno. Por tanto, una pluma tiende a ascender.

## Dinámica de una pluma
El proceso implicado es la convección: la circulación bajo el efecto de la gravedad (del peso), de un fluido cuya densidad no es siempre la misma a la misma altura (o profundidad). La convección es el fundamento de las corrientes oceánicas y de los vientos. También es el fundamento de la circulación, lenta pero masiva, de las rocas del manto (que ocupa más del 80% del volumen de la Tierra). En este contexto se usa a veces megapluma para referirse a corrientes ascendentes especialmente masivas que se supone que atraviesan el manto. La imagen gráfica de una pluma convectiva nos la dan el humo de una chimenea, la nube que cubre al volcán durante la erupción, o el hongo de una bomba atómica.

## Historia del término
El término parece haberse hecho popular por su uso por un autor de novelas de entretenimiento (Dan Brown "La conspiración"). En este caso lo que menciona se relaciona con otro concepto, aunque emparentado, al que parece adecuado referirse como plumas hidrotermales en el océano. Una pluma o fuente hidrotermal es una masa de agua anormalmente caliente, de hasta decenas de kilómetros de diámetro horizontal y algunos cientos de metros de espesor vertical, que se origina durante un episodio de vulcanismo submarino, típicamente en una dorsal mediooceánica. En estos sucesos se vierten enormes masas de lava basáltica, que forman depósitos amontonados, que se llaman lavas almohadilladas. El agua del mar se calienta y se contamina con sus fluidos. Hay que decir que en el mar, al contrario que en la generación de los vientos en la atmósfera, las diferencias de densidad no dependen sólo de la temperatura (“el calor dilata los cuerpos”), sino de la concentración de sales y gases disueltos y también, como en las plumas volcánicas, de la carga de partículas en suspensión. Cuando la pluma se forma (como la que forma una bomba, durante un tiempo concreto: piense en la pluma como el sombrero del hongo atómico) empieza a ascender, y lo hace hasta que deja de ser menos densa que el agua que está atravesando, momento en el cual empieza a “disolverse” por difusión lateral, hasta desaparecer, lo que ocurre a cientos de metros de profundidad. No hay pues materia para el espectáculo. Es de destacar que la anomalía de temperatura (la diferencia respecto al medio circundante) no pasa mucho de un cuarto de grado Celsius.
La primera observación de una pluma se produjo en 1986 al oeste de Norteamérica, sobre la dorsal de Juan de Fuca. Luego se han observado e investigado otros episodios de este fenómeno. Se ha teorizado sobre su mecanismo, en el sentido explicado más arriba (lo de las lavas), pero no parece un conocimiento firme: todavía hay mucho espacio para la investigación.
- Datos: Q1795446